# Конные стрелки

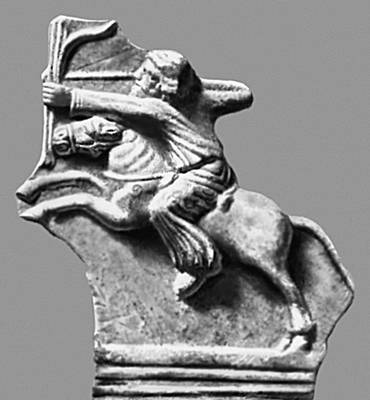
Рельеф из Месопотамии с изображением конного лучника. Первые века нашей эры, Переднеазиатский музей. Берлин.

Конные стрелки (конная пехота, ездящая пехота) — мобильная стрелковая кавалерия, использующая луки, дротики, арбалеты, а позже и ручное огнестрельное оружие, например карабинеры или конные шассёры времён Наполеона.
Причиной возникновения конных стрелков (пехоты) явилось стремление военных начальников соединить стойкость и силу огня стрелков (пехоты) с подвижностью конницы.

## История
Конные стрелки использовалась для разведки, рейдов и ослабления пехоты. Появилась у скифов. Полурегулярная у ассирийцев. Регулярная у персов, древних греков (гиппотоксоты), поздних римлян, византийцев, арабов, китайцев, тюрков. Составляла основу войска сарматов, гуннов, печенегов, половцев и монголов.
В Средневековую Европу проникли как туркополы и конные арбалетчики, трансформировалась в конную пехоту (английские конные лучники и стрелки ордонансовых рот) и стрелков-всадников (аргулеты, польские стрельцы, хинете, страдиоты, позднее рейтары).
Но затем, поскольку стрельба с коня была весьма неточной, стала превалировать сабельная атака. Пистолеты использовались как вспомогательное средство, из ружей стреляли только со стоящего на месте коня. 
Впервые мысль соединить стойкость и силу огня пехоты с подвижностью кавалерии была осуществлена при создании драгунской конницы, которая была вооружена ружьем со штыком для действия в спешенном строю. Но впоследствии эта идея заглохла, и огнестрельное оружие, а также и связанный с ним пеший бой, были забыты в коннице. 
Во второй половине XIX века, когда возникла необходимость выдвигаемые далеко вперед перед фронтом армии кавалерийские массы делать более самостоятельными, пришлось всю конницу вооружить дальнобойным огнестрельным оружием; это, в свою очередь, привело к старой драгунской идее — всю конницу сделать пригодной для пехотного боя. Однако в стрелковом бою лошади являлись большим стеснением, а выделение коноводов и охранение лошадей ограничивало число ружей для боя. К началу XX столетия все кавалеристы проходили пехотную подготовку, чтобы в случае нужды спешиться и вести огонь из винтовок и карабинов. Кроме того их готовили и к штыковым атакам и окапыванью, однако учения по конным атакам с саблями и пиками по-прежнему уделялось много внимания и действия по-драгунски рассматривались как вынужденная мера. Тем не менее русские казаки умели метко стрелять на скаку из карабина ещё в Первую мировую (в Великую Отечественную конница редко атаковала верхом только с шашкой, в основном перед боем конница спешивалась и использовалась как пехота), а американская конница весь XIX век в основном стреляла.
В колониальных войсках своеобразные условия жизни и местности давали часто возможность формировать отряды хорошо подготовленных для одиночного боя стрелков на конях. 

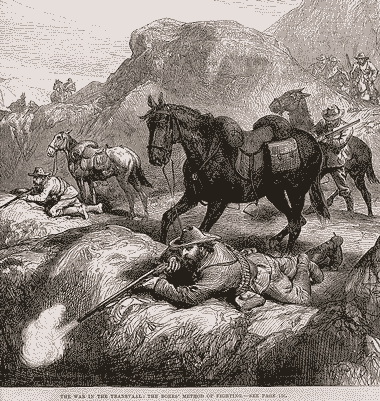
Тактика буров во время англо-бурской войны 1880-81 годов

Во время англо-бурской войны 1899—1902 годов буры, природные и неутомимые наездники и прекрасные стрелки, никогда в бою не расставались с лошадьми, но и никогда не действовали в конном строю, приобретя по праву название конной пехоты. Строй их был исключительно рассыпной в самых широких пределах, от редкой цепи до густых групп включительно. Лошади располагались позади стрелков за закрытиями; они были настолько хорошо выучены, что спокойно стояли с перекинутыми поводами. 
Британцы, столкнувшись с бурами, стали также создавать конную пехоту. Существовавшая у них милиционная конница йоменри в 1901 году была обращена в конных стрелков, 28 батальонов которых приняли участие в англо-бурской войне. Однако они уступали бурам в боевых качествах и в сноровках ведения боя. 
В начале XX века британская конная пехота входила в состав так называемой экспедиционной армии, предназначенной для операций вне пределов отечества; из 24 рот конной пехоты этой армии 12 рот входили, по 2, в состав 6 полевых дивизий, а остальные 12 рот входили в состав 2-х конных бригад (mounted brigades), имевших по 2 конных пехотных батальона, по кавалерийскому полку и конной батарее. На эти бригады возлагались непосредственные разведка и охранение перед фронтом армии, в то время как дивизионная кавалерия употреблялась на флангах. Эти части не были ни обученным к пешим действиям всадниками, ни приданными конным частям спешенные кавалеристы — кавалерийской подготовки, кроме верховой езды они не проходили, но лошади (пусть и достаточно посредственные) у них были штатным транспортным средством. Подобными «конной пехоте» были также приданные кавалерии части самокатчиков (велосипедистов), передвигавшихся на велосипедах и перед боем спешивающихся.
Германская империя имела конную пехоту в колониальных войсках в Германской Юго-Западной Африке. Кроме того, имелась конная рота при восточно-азиатском отряде и при 3-м морском батальоне в Цзяо-Чжоу.
В российской армии идея конной пехоты получила осуществление в русско-японскую войну в виде конно-охотничьих команд, формировавшихся на театре войны.  
Моторизация армий и появление грузовиков и мотоциклов, а затем и бронетранспортёров как средств передвижения пехоты свела на нет развитие конной пехоты — её место уже во всех армиях заняли мотострелки и мотопехотинцы.